# The Old Brewery

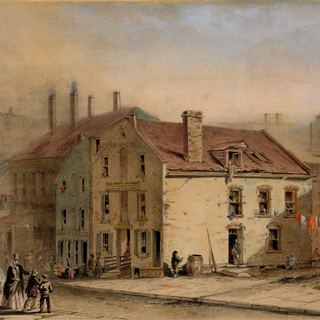
The Old Brewery, situata nei bassifondi dei Five Points, Manhattan, in un dipinto prima della sua demolizione, 1850 circa

The Old Brewery (trad. Il Vecchio Birrificio) era il nome dato a un birrificio situato nei bassifondi del malfamato quartiere dei Five Points, Lower Manhattan, allora parte della periferia di New York, costruito nel 1792 e occupato abusivamente in seguito al Panico del 1837.
L'edificio, che nella metà dell'Ottocento arrivò a ospitare fino a più di mille persone in condizioni miserabili, fu uno dei principali punti di riferimento del quartiere dei Five Points, nonché uno dei massimi esempi del degrado che in quegli anni caratterizzava la zona.

## L’edificio
Il birrificio fu costruito da Isaac Coulthard nel 1792 a sud-est dello stagno noto come Collect Pond. L’edificio venne successivamente coinvolto in una causa legale giunta fino alla Corte Suprema degli Stati Uniti; la corte si rifiutò tuttavia di esaminare il caso, affermando che non era stata seguita la procedura prevista dalla legge perché la causa arrivasse fino a quel livello.
Successivamente, in seguito all'inquinamento dello stagno dovuto agli scarichi delle industrie situate sulle sue rive, il Collect Pond fu prosciugato e ricoperto; il progetto fu completato tra il 1811 e il 1812.
Al completamento del progetto, il terreno prima occupato dallo stagno venne bonificato e vennero costruite nuove strade, tra cui l'incrocio denominato Five Points (da cui il nome del quartiere). A ovest di questo correva una breve strada chiamata Little Water Street, che andava a delimitare un terreno triangolare noto come Paradise Park; il birrificio era situato sul lato opposto della strada rispetto a questo.

## Chiusura e occupazione
Isaac Coulthard morì nel 1812 e suo figlio William (anche lui birraio) morì nel 1822. Successivamente, il birrificio ebbe altri gestori.
Dopo la crisi finanziaria nota come Panico del 1837, l'edificio fu convertito in uso residenziale e divenne noto tra i newyorkesi con il nome di "The Old Brewery". I Five Points subirono una progressiva degradazione e criminalizzazione nel decennio che seguì il riempimento del Collect Pond, e la Old Brewery divenne un edificio sovraffollato, sporco e infestato da malattie.
Negli anni precedenti alla demolizione, l'edificio arrivò a ospitare oltre mille persone. Le condizioni di vita erano al limite: uomini, donne e bambini vivevano ammassati in stanze anguste senza mobili o servizi di alcun genere, in alcuni casi arrivando alla quota di 75 persone nella stessa stanza. Molte erano le donne che svolgevano attività di prostituzione all'interno dell'edificio. Il tasso di criminalità della zona era altissimo: secondo le leggende newyorchesi, nell'ex birrificio si verificò almeno un omicidio ogni notte per 15 anni, fino alla sua demolizione nel 1852.

## Demolizione
L'Old Brewery fu acquistata nel 1852 e demolita lo stesso anno. Successivamente, sull'area dove essa sorgeva venne costruita una casa missionaria, a sua volta sostituita a distanza di quarant'anni da una nuova, più grande casa missionaria.

## Nella cultura di massa
La Old Brewery compare nel film di Martin Scorsese Gangs of New York con il nome di Five Points Christian Mission, un caseggiato e un teatro per poveri. Nel videogioco del 2012 Assassin's Creed III ha luogo il "Boston Brawlers Tournament" a Boston, all'interno di un vecchio birrificio modellato sull'Old Brewery.